# Stranka ekoloških gibanj
Stranka ekoloških gibanj je bila slovenska zunajparlamentarna politična stranka, ki je bila ustanovljena leta 2004. 
Na volitvah 2004 je dosegla 3.991 glasov (0,41%) in se ni uvrstila v parlament.